# Vlassis Caniaris
Vlassis Caniaris (griechisch Βλάσης Κανιάρης Vlasis Kanaris, * 1928 in Athen; † 2. März 2011) war ein griechischer bildender Künstler.

## Werdegang
Vlassis Caniaris arbeitete von 1956 bis 1960 in Rom, wo er sich auf das zweidimensionale Bild konzentrierte und sich dabei an Giorgio de Chirico orientierte. Während seiner Aufenthalte in Paris von 1960 bis 1967 sowie von 1969 bis 1973 wandte sich der Künstler dem Dreidimensionalen und der Materialassemblage zu. In der Zeit der griechischen Militärdiktatur konnte Caniaris nur von 1967 bis 1969 in seinem Heimatland arbeiten. 1973 war er DAAD-Stipendiat; seinen Berliner Aufenthalt verlängerte er bis 1975. In Berlin erweiterte Caniaris sein Interesse an skulptural-ästhetischen Fragestellungen um eine gesellschaftskritische Komponente: Für seine Ausstellung Gastarbeiter – Fremdarbeiter führte er Interviews mit Migranten, Gewerkschaftern und Wirtschaftswissenschaftlern.

## Veröffentlichungen
- Konkreter Realismus. Skizze einer künstlerischen Strategie. Werkverzeichnis 1952-1983. Gemeinsam mit Michael Fehr. Verlag für moderne Kunst, Nürnberg 1991,
ISBN 3-928342-09-6

## Ausstellung
Beteiligungen
- 1964: Biennale Venedig
- 1977: Documenta 6
- 1988: Biennale Venedig
- 2005/06: Projekt Migration; Kölnischer Kunstverein
- 2017: documenta 14

Einzelausstellungen
- 1970: Musée d´Art Moderne de la Ville de Paris
- 1972: Moderna Museet, Stockholm
- 1975: Kunstverein Ingolstadt
- 1975: Gastarbeiter – Fremdarbeiter, Neue Gesellschaft für bildende Kunst, Berlin
- 1975: Gastarbeiter – Fremdarbeiter, Kunstverein, Ingolstadt
- 1975: Gastarbeiter – Fremdarbeiter, Städtische Galerie, Erlangen
- 1976: Institute of Contemporary Arts, London
- 2010: Galerie Giti Nourbakhsch, Berlin
- 2012: Gesellschaft für Aktuelle Kunst, Bremen